# UTV
UTV (anteriormente Ulster Television, conhecida também como ITV1) é um canal de televisão aberta que faz parte da rede ITV, com cobertura de transmissão na Irlanda do Norte. É administrado pela ITV plc e é responsável pelo serviço regional de notícias e outros programas realizados principalmente para a área.
O canal de televisão moderno, ITV1, é descendente direto da rede ITV, que originalmente consistia em empresas regionais independentes que já foram as únicas emissoras comerciais de TV em sua área. A UTV detinha a licença para a Irlanda do Norte e foi ao ar pela primeira vez em 31 de outubro de 1959.
A própria empresa foi formada em novembro de 1958 para solicitar a licença – anunciada pela Independent Television Authority – e tornou-se a primeira emissora nativa na Irlanda do Norte. A empresa posteriormente diversificou e a operação de televisão UTV foi vendida pela controladora UTV Media plc (agora conhecida como Wireless Group e parte da News UK) para a ITV plc em fevereiro de 2016.

## História

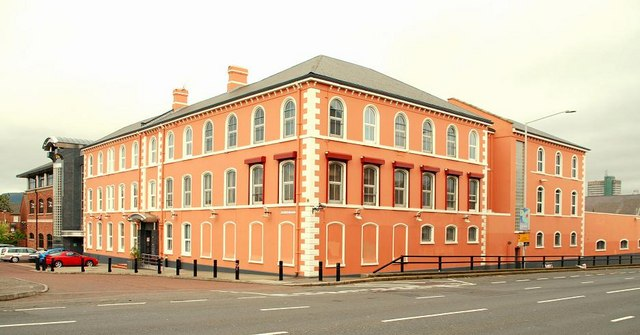
Antiga sede da UTV, Havelock House

Em 1953, a BBC iniciou suas primeiras transmissões televisivas na Irlanda do Norte, a partir de um transmissor retransmissor temporário em Glencairn, que foi montado às pressas para transmitir a coroação da rainha Elizabeth II. No ano seguinte, o Parlamento do Reino Unido aprovou a Lei da Televisão de 1954, que levou ao lançamento da primeira emissora de televisão comercial do país, a ITV (e, posteriormente, ao início das transmissões de televisão comercial no Reino Unido). Em 2 de setembro de 1958, o ITA começou a procurar empresas e entidades interessadas em operar uma franquia ITV para a Irlanda do Norte. Entre os candidatos à franquia estão Associated-Rediffusion e Granada,  bem como dois consórcios - um liderado pelo Duque de Abercorn  e outro liderado pelo Conde de Antrim.  O ITA finalmente concedeu a franquia ao consórcio Antrim em 4 de novembro, tendo o Whig e o Telegraph entre os acionistas da franquia, ao mesmo tempo em que tinha representação católica romana suficiente.
Com o relutante MacQuitty como diretor-gerente fundador da franquia, o grupo recém-formado, Ulster Television Limited, decidiu lançar a nova estação no Halloween de 1959, dando-lhes menos de um ano para construir instalações e contratar o pessoal necessário dentro de um orçamento apertado. O grupo compraria a Havelock House, até então uma fábrica de linho abandonada na Ormeau Road, por £ 17.000 e a converteria em um complexo de estúdios de televisão. Em vez de fornecer seis horas por semana de programação local (incluindo um serviço de notícias completo) no primeiro ano (conforme estipulado no contrato de franquia), a UTV faria isso em etapas, sendo o programa de revista semanal de vinte minutos Roundabout o primeiro programa local a ser produzido. A Ulster Television assinaria um acordo de afiliação com outra emissora, a Associated British Corporation (também conhecida como ABC Television Limited), para fornecer programas e publicidade à primeira.

### Lançamento
A Ulster Television foi ao ar às 16h45 do dia 31 de outubro de 1959, com Laurence Olivier (então famoso pelos filmes Henrique V, Hamlet e Ricardo III) sendo a primeira pessoa a aparecer. Durante seus primeiros minutos no ar, apresentou crianças participando das festividades de Halloween, uma introdução à Irlanda do Norte "em palavras e música" por Richard Hayward e mensagens pré-gravadas de talentos da ITV. Os primeiros programas a ir ao ar na Ulster Television são (em ordem) um episódio de The Adventures of Robin Hood, um boletim ITN, um episódio de African Patrol, um episódio de Boy Meets Girls (um programa de música agora apagado), um episódio de 77 Sunset Strip, um episódio de The Jewel and Warriss Show, outro boletim da ITN, um programa de luta livre, o filme de guerra americano de 1949 e um episódio de The Florian Zabach Show.   Olivier encerraria então a transmissão inaugural da Ulster Television com um trecho de "The Spacious Firmament" de Joseph Addison.  Naquela noite, alguns residentes de Dublin (que fica fora da área de transmissão pretendida da estação) ligaram para a estação para relatar má recepção de imagem. 
No lançamento, a Ulster Television empregava uma equipe de 100 pessoas, incluindo seis apresentadores: Ivor Mills e Anne Gregg foram escolhidos como os apresentadores do programa da revista local Roundabout, Adrienne McGuill, James Greene e Brian Durkin foram os primeiros locutores de continuidade, e o ex-jogador de rúgbi internacional da união Ernest Strathdee, foi recrutado como apresentador de esportes do canal. 
A cobertura do UTV se espalhou pelas áreas ocidentais da Irlanda do Norte quando o transmissor Strabane foi inaugurado em fevereiro de 1963.

### Décadas de 1970 a 2000
O serviço de cores UHF PAL da Ulster Television foi lançado com a inauguração do transmissor UHF Divis em setembro de 1970. Isto foi seguido por dois transmissores adicionais em Limavady (inaugurado em 1975) e Brougher Mountain (em 1978 ). No início da década de 1980, transmitia em horário reduzido, quando não havia programas escolares, indo ao ar às 12h durante a semana e fechando todas as noites às 23h30 - isso permaneceu em vigor até 1982. Em outubro de 1988, a emissora iniciou a transmissão 24 horas por dia - a última emissora da rede ITV a fazer isso. A UTV foi originalmente programada para aceitar um serviço fornecido pela Central em Birmingham, mas uma decisão tardia de mudar para o feed de sustentação da Granada Television, Night Time, levou a um atraso de um mês.
Na reunião geral anual da empresa em Belfast, em 26 de maio de 2006, o nome registrado da empresa foi alterado de “Ulster Television plc” para “UTV plc”. A empresa acreditava que o nome existente não refletia mais o escopo completo dos negócios da empresa. Em outra mudança, em outubro de 2007, a UTV passou por uma reorganização corporativa que viu os acionistas da UTV trocarem suas ações por ações de uma nova empresa holding, a UTV Media plc, que assumiu as participações da UTV plc nas novas subsidiárias de mídia e rádio. A UTV Ltd. - a Ulster Television Limited original, agora uma subsidiária integral da UTV Media - voltou a ser apenas a empresa operacional da franquia ITV.

### Venda para ITV e fim da continuidade local
Em 19 de outubro de 2015, a UTV Media anunciou que venderia sua franquia ITV e a marca UTV para a ITV plc por £ 100 milhões, sujeito à aprovação regulatória. O CEO da ITV plc, Adam Crozier, acolheu a notícia dizendo: “Os objetivos estratégicos da UTV Television estão intimamente alinhados com os nossos e estamos muito satisfeitos por eles se juntarem à família ITV”.  A aquisição foi finalizada em fevereiro seguinte. A ITV afirmou que pretendia manter a marca UTV na Irlanda do Norte. Em outubro de 2016, a ITV anunciou planos para fechar os estúdios Havelock House da UTV. A UTV começou a transmitir a partir de um novo centro de transmissão em City Quays 2 em Belfast Harbour Estate a partir de 1º de julho de 2018.

Logotipo do ITV1, usado também pela UTV desde 2022.

Os anúncios de continuidade local terminaram em abril de 2020, renomeando efetivamente o canal como ITV em linha com todas as outras regiões ITV plc. Esta mudança tornou-se permanente em novembro de 2020. O canal ITV (incluindo UTV) foi rebatizado como ITV1 em novembro de 2022. O nome UTV continua a ser usado para programação local, notadamente o serviço de notícias UTV Live, e em promoções no ar para programas locais não noticiosos.

## Programação
O foco da UTV sempre foi em programas feitos explicitamente para telespectadores na Irlanda do Norte. Mas, até à década de 1990, também fez uma série de contribuições para a rede ITV e para o Channel 4.

## HD e mudança de horário

### ITV1 HD (região UTV)
O serviço da ITV para a região UTV está disponível em HD - como a maioria das outras regiões ITV - mas a UTV foi uma das primeiras estações da rede ITV a oferecer transmissão simultânea em Full HD em sua época como empresa independente.
UTV HD, uma transmissão simultânea de UTV em alta definição, foi lançada na Virgin Media em 5 de outubro de 2010. Tornou-se disponível no Freeview quando a transição digital ocorreu em 24 de outubro de 2012 e na Sky e Freesat em 4 de novembro de 2013.
Durante os primeiros meses, o único conteúdo HD verdadeiro veio da rede ITV, mas depois de uma atualização, o material local, incluindo anúncios, começou a ser reproduzido em HD.
Em maio de 2011, a infraestrutura de apresentação foi atualizada para se tornar totalmente compatível com HD, pronta para a transição digital em 2012.

### ITV1 +1 (serviços oferecidos na Irlanda do Norte)
Uma versão atrasada do serviço ITV1 completo para a região UTV está disponível em Freeview e Virgin Media.
O serviço timeshift - com a marca UTV+1 antes da estação adotar a marca ITV em 2020 - foi lançado às 20h do dia 11 de janeiro de 2011 na Freeview e Virgin Media. No entanto, o UTV +1 não foi lançado na Sky e Freesat até 21 de maio de 2018.
Em 13 de abril de 2021, a ITV interrompeu a transmissão do UTV +1 por satélite. O ITV +1 Granada foi adicionado à Sky na Irlanda do Norte para substituir o UTV +1.

## UTV 2

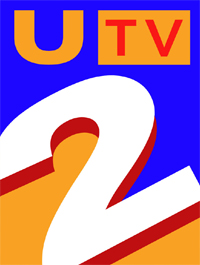
Logotipo final do UTV 2

O canal foi lançado em 28 de junho de 1999, originalmente denominado TV You. Em 2000, foi rebatizado como UTV2. Sua programação apresentava principalmente transmissões simultâneas com ITV2, que foi transmitido na Inglaterra, País de Gales e na fronteira escocesa.
Além disso, o canal exibiu programas de arquivo da UTV. Estava livre de publicidade e acabou fechado após um acordo com a ITV Digital.